# Escuela de San Telmo
La antigua escuela de San Telmo o antiguo noviciado de San Sebastián, como sus nombres varios indican, es un edificio que ha albergado diferentes funciones e instituciones. Está situado en el centro histórico de la ciudad andaluza de Málaga, España. Fue construido por los jesuitas para albergar un colegio y hoy es sede del Ateneo de Málaga.
Se encuentra en la confluencia de la Calle Compañía con la Plaza de la Constitución entre los edificios de la Iglesia del Santo Cristo de la Salud y la antigua Casa del Consulado.

## Historia
Fue construido por la Compañía de Jesús en 1607, que lo utilizó como colegio-noviciado consagrado a San Sebastián. En 1787, veinte años después de la expulsión de los jesuitas de España, se constituyó en Escuela Náutica de San Telmo bajo el auspicio del Consulado, que ocupaba el edificio colindante. La consagración a San Telmo se hizo en honor al santo dominico castellano San Pedro González Telmo, de culto entre los marineros. En 1850, la Real Academia de Bellas Artes de Málaga solicitó el uso de este edificio como sede, consiguiéndolo al año siguiente. A partir de 1883, el nombre de esta institución pasó a ser la de Real Academia de Bellas Artes de San Telmo.
En 1916 se fundó el Museo Provincial de Bellas Artes y hasta 1961 compartieron el edificio la escuela náutica y academia de bellas artes con su museo, año en que se trasladó al Palacio de Buenavista (y más tarde al Palacio de la Aduana).
Sus instalaciones han tenido distintas funciones hasta que en 1999 fue cedido para ser sede del Ateneo de Málaga, que lo comparte con el Orfeón Universitario de Málaga.

## Características
El diseño es del arquitecto de la orden de la Compañía de Jesús, P. Valeriano en 1578; aunque el diseño original es adaptado por Diego de Vergara Echaburu y, más adelante, pasa por las manos de Pedro Pérez y Pedro Sánchez. Su última rehabilitación se debe al arquitecto Carlos Hernández Pezzi.